# Аргайл-энд-Бьют
Арга́йл-энд-Бьют (англ. Argyll and Bute, скотс Argyll and Bute, гэльск. Earra-Ghaidheal agus Bòd) — один из 32 округов Шотландии. Граничит с округами Уэст-Данбартоншир, Перт-энд-Кинросс, Стерлинг и Хайленд.

## Крупнейшие острова
- Бьют (Bute)
- Малл (Mull)
- Айлей (Islay)
- Джура (Jura)
- Лисмор (Lismore)
- Колл (Coll)
- Фладда (Fladda)
- Тайри (Tiree)
- Колонсей (Colonsay)

## Население
| 2001    | 2002    | 2003    | 2004    | 2005    | 2006    | 2007    | 2008    | 2009    |
| ------- | ------- | ------- | ------- | ------- | ------- | ------- | ------- | ------- |
| 91 300  | ↘91 020 | ↘90 930 | ↘90 580 | ↘90 340 | ↗90 860 | ↘90 790 | ↘89 910 | ↘89 450 |
| 2010    | 2011    | 2012    | 2013    | 2014    | 2015    | 2016    | 2017    | 2018    |
| ↘88 620 | ↗88 930 | ↘86 910 | ↗88 050 | ↘87 650 | ↘86 890 | ↗87 130 | ↘86 810 | ↘86 260 |
| 2019    |         |         |         |         |         |         |         |         |
| ↘85 870 |         |         |         |         |         |         |         |         |

### Крупнейшие населённые пункты

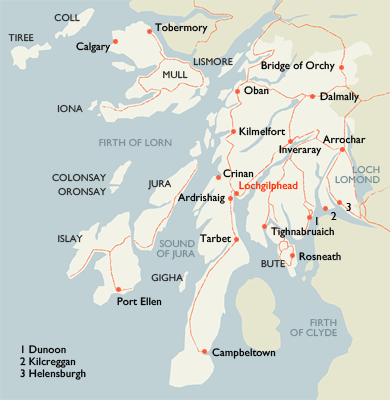
Населённые пункты округа

- Ардришиг (Ardrishaig)
- Аррокар (Arrochar)
- Бридж-оф-Орхи (Bridge of Orchy)
- Далмалли (Dalmally)
- Данун (Dunoon)
- Инверэри (Inveraray)
- Калгари (Calgary)
- Килкрегган (Kilcreggan)
- Килмелфорт (Kilmelfort)
- Кринан (Crinan)
- Кэмпбелтаун (Campbeltown)
- Лохгилпхед (Lochgilphead)
- Обан (Oban)
- Порт-Эллен (Port Ellen)
- Тарбет (Tarbet)
- Тарберт (Tarbert)
- Тобермори (Tobermory)
- Хеленсборо (Helensburgh)

## Достопримечательности
- Средневековые замки Сталкер, Килхурн, Данстаффнидж
- Национальный парк Лох-Ломонд-энд-те-Троссахс (частично на территории округа)